# ژوزه د آلنکار
ژوزه ده آلنکار (انگلیسی: José de Alencar; ۱ مهٔ ۱۸۲۹ – ۱۲ دسامبر ۱۸۷۷) روزنامه‌نگار، سیاست‌مدار، وکیل، منتقد ادبی، و نویسنده اهل برزیل بود.